# Cadre-47/2-Europameisterschaft der Junioren 1980/81

Logo CEB (ausrichtender Verband)

Die Cadre-47/2-Europameisterschaft der Junioren 1981 war das 5. Turnier in dieser Disziplin des Karambolagebillards und fand vom 11. bis zum 14. Juni 1981 in Geel statt. Die Meisterschaft zählte zur Saison 1980/81.

## Geschichte
Bei seiner ersten Teilnahme gewann der Belgier Stany Buyle gleich den Titel vor Marco Zanetti. Die besten Leistungen des Turniers zeigte aber der Titelverteidiger Fonsy Grethen. Als Dritter verbesserte er alle Europarekorde. Der Viertplatzierte Ad Koorevaar egalisierte einen Europarekord.

## Modus
Gespielt wurde in einer Finalrunde „Jeder gegen Jeden“ bis 200 Punkte. Prolongierte Serien wurden gewertet.
1. MP = Matchpunkte
2. GD = Generaldurchschnitt
3. HS = Höchstserie

## Finalrunde
| MP    | Match Points (Sieger = 2; Unentschieden = 1; Verlierer = 0) |
| Pkte. | Erzielte Karambolagen                                       |
| Aufn. | Benötigte Versuche                                          |
| GD    | Generaldurchschnitt                                         |
| BED   | Bester Einzeldurchschnitt eines Spielers                    |
| HS    | Höchstserie                                                 |
|       | Bester GD des Turniers                                      |
|       | Bester ED des Turniers                                      |
|       | Beste HS des Turniers                                       |
|       | 1. Platz (Gold)                                             |
|       | 2. Platz (Silber)                                           |
|       | 3. Platz (Bronze)                                           |

| Platz                      | Name               | MP   | Pkte | Aufn. | GD    | BED    | HS  |
| -------------------------- | ------------------ | ---- | ---- | ----- | ----- | ------ | --- |
| 1                          | Stany Buyle        | 14:0 | 1400 | 36    | 38,88 | 100,00 | 172 |
| 2                          | Marco Zanetti      | 10:4 | 1035 | 36    | 28,75 | 50,00  | 152 |
| 3                          | Fonsy Grethen      | 8:6  | 1194 | 23    | 51,91 | 200,00 | 277 |
| 4                          | Ad Koorevaar       | 8:6  | 1307 | 53    | 24,66 | 200,00 | 209 |
| 5                          | Brahim Djoubri     | 8:6  | 1099 | 67    | 16,40 | 40,00  | 134 |
| 6                          | Rainer Stecken     | 4:10 | 999  | 60    | 16,65 | 33,33  | 102 |
| 7                          | Francky van Collie | 4:10 | 797  | 71    | 11,22 | 11,76  | 115 |
| 8                          | Ramon Farres       | 0:14 | 686  | 64    | 10,71 | -      | 79  |
| Turnierdurchschnitt: 20,77 |                    |      |      |       |       |        |     |